# Glockenturm

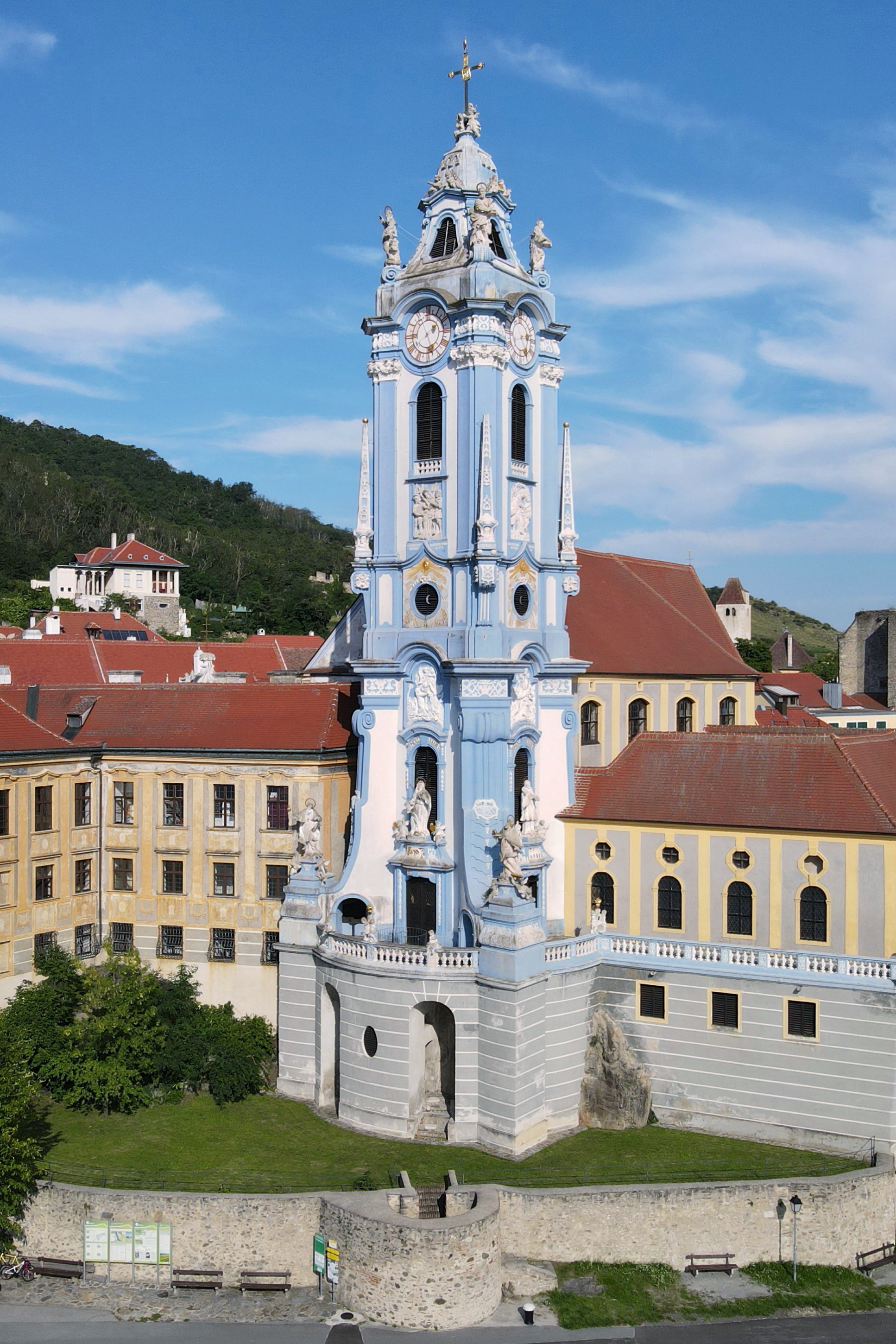
Der Glockenturm des ehemaligen Augustinerchorherren-Stiftes in Dürnstein; errichtet in der 1. Hälfte des 18. Jahrhunderts

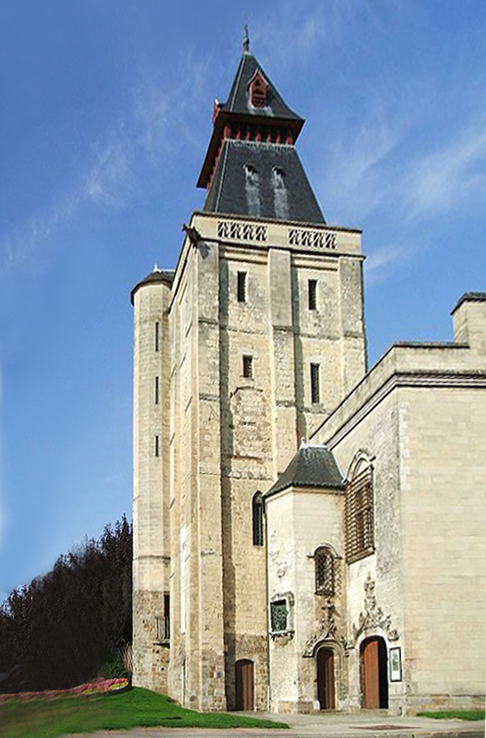
Der Belfried von Abbeville

Ein Glockenturm ist ein Turm, in dem zumeist Kirchenglocken, häufig in einem Glockenstuhl, aufgehängt sind. Er kann freistehend sein, an ein Gebäude angebaut oder auf einem Gebäudedach aufragen, wie zum Beispiel der Vierungsturm einer Kirche.
Funktionen des Glockenturms waren und sind die Kenntlichmachung von Zeitintervallen, das Anzeigen besonderer sozialer Ereignisse wie Gottesdienste, Hochzeiten und Beerdigungen oder die Warnung beispielsweise vor Feuer oder militärischer Gefahr. Auch in der bäuerlichen und industriellen Gesellschaft des 19. Jahrhunderts waren auf Guts- und Herrensitzen Glockentürme in Kombination mit Uhrenschlagwerken zur Zeitgebung verbreitet.
Fast jeder Kirchturm ist als Glockenturm ausgelegt; es gibt aber auch Glockentürme bei profanen Bauten, wie den Glockenturm des Berliner Olympiastadions oder den Turm des Schöneberger Rathauses in Berlin. Im 20. Jahrhundert wurden Glockentürme auch von säkularen Institutionen errichtet und mit Glocken versehen. Für die Glockentürme der NS-Ordensburgen Krössinsee und Sonthofen lieferte die Apoldaer Glockengießerei Schilling Glockenspiele mit Sprüchen aus dem faschistischen Wertekanon. Die Buchenwald-Glocke auf dem Glockenturm der Gedenkstätte Buchenwald wiederum ist dem antifaschistischen Widerstand und den Opfern der NS-Diktatur gewidmet.
Bei der Konstruktion von Glockentürmen muss stets darauf geachtet werden, dass die schweren meist im oberen Teil des Turmes aufgehängten Glocken während des Läutens zu einer hohen Belastung der Turmkonstruktion führen können. Weil auch die Stabilität des Untergrunds maßgebend ist, stehen beispielsweise Glockentürme in Ostfriesland oft frei neben dem eigentlichen Kirchenbau und sind relativ niedrig ausgeführt.
Um Schäden am Turm, der von den schwingenden Glocken in Resonanz gebracht wird, zu vermeiden, ist es technisch möglich, entgegengesetzt zur Glocke schwingende Massen einzubauen.
Wenn die Glocken im Turm auch für die Verwendung als Musikinstrument konstruiert wurden, spricht man von einem Glockenspiel oder Carillon. Ein Beispiel hierfür bildet mit seinen 76 dafür ausgelegten Glocken der Rote Turm auf dem Marktplatz in Halle (Saale).
Eine der Wundererzählungen über den Bischof Gregor von Tours (538–594) liefert einen Hinweis, dass es im 6. Jahrhundert in Frankreich in einer höheren Position aufgehängte und mit einem Seil bewegte Glocken gegeben haben könnte. Anfang des 9. Jahrhunderts erwähnt eine Quelle, der Abt Ermharius († 738) habe eine Glocke anfertigen und sie in einem kleinen Turm (turricula) in der Abtei Saint-Wandrille in der Normandie aufhängen lassen. Nach diesen Türmchen mit Glocken Anfang des 8. Jahrhunderts wurden möglicherweise um die Mitte desselben Jahrhunderts in Frankreich oder Italien die ersten höheren Glockentürme errichtet.
Die häufig in Italien neben Kirchen freistehenden Glockentürme werden als Campanile bezeichnet.
Der Glockengiebel ist in der Mittelmeerregion verbreiteter als im deutschsprachigen Raum.
Glockentürme (chinesisch 鐘樓 / 钟楼, Pinyin zhōnglóu, jap. shōrō) mit einem Trommelturm in der Nähe befinden sich auch in alten chinesischen Städten, sowie in buddhistischen Tempeln in China und davon beeinflussten Kulturen.

## Einige Glockentürme
- Belfried – Flandern
- Espadaña – Spanien
- Bell Tower (London) – England
- Glockenstapel – Schleswig-Holstein
- Glockenhäusl – besonders in Böhmen

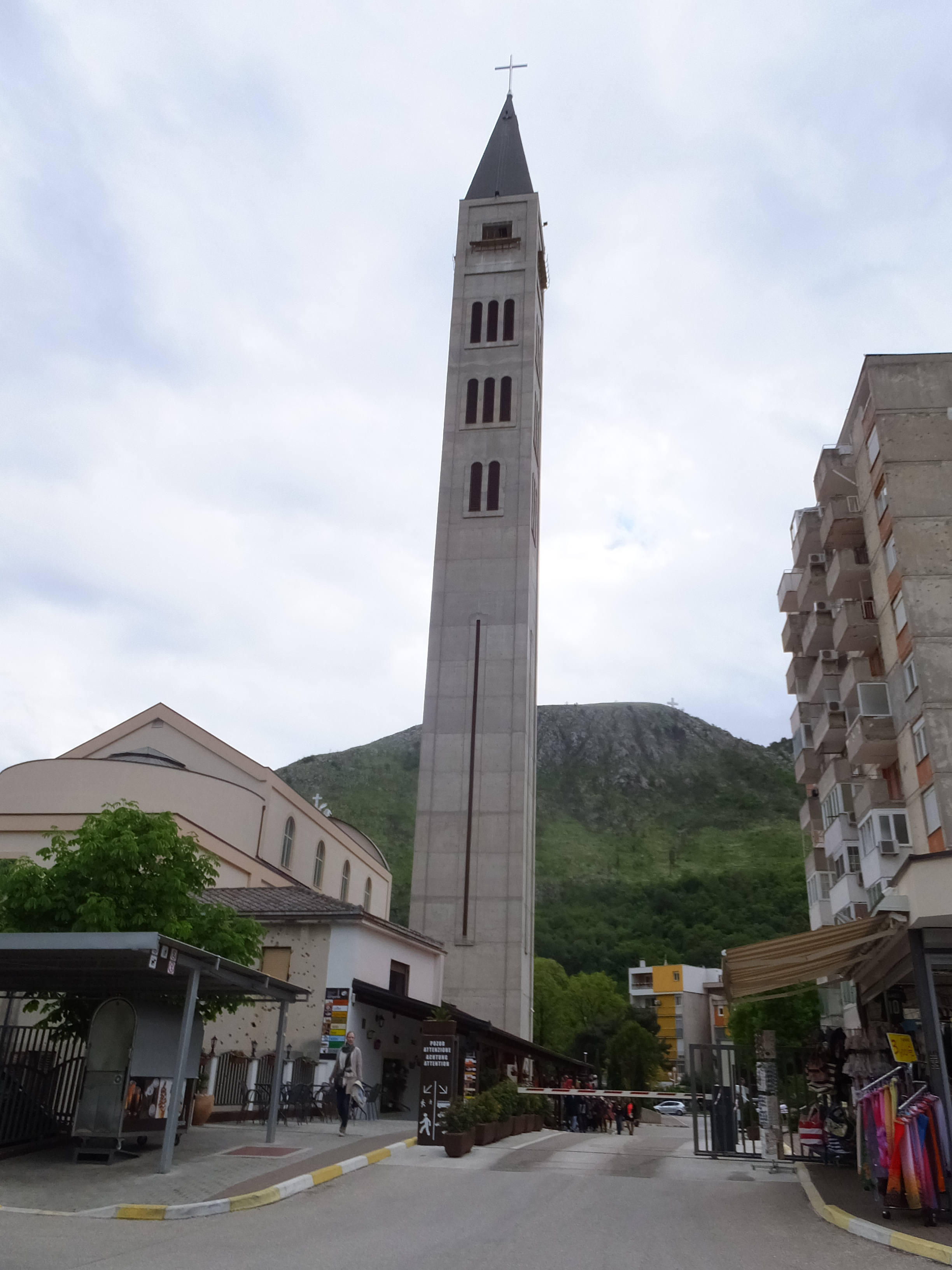
Glockenturm in Mostar
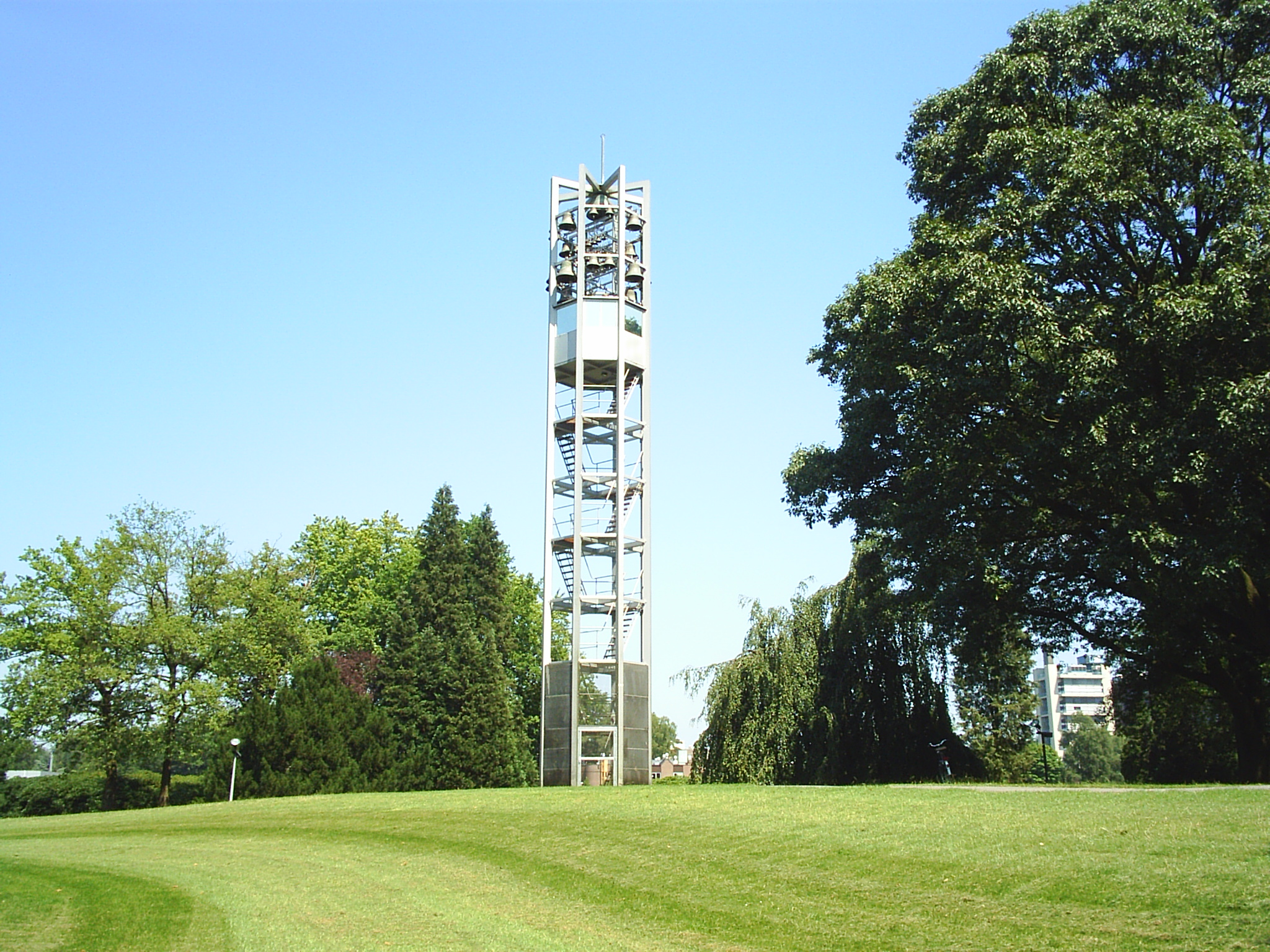
Glockenturm auf dem Campus der Universität Twente
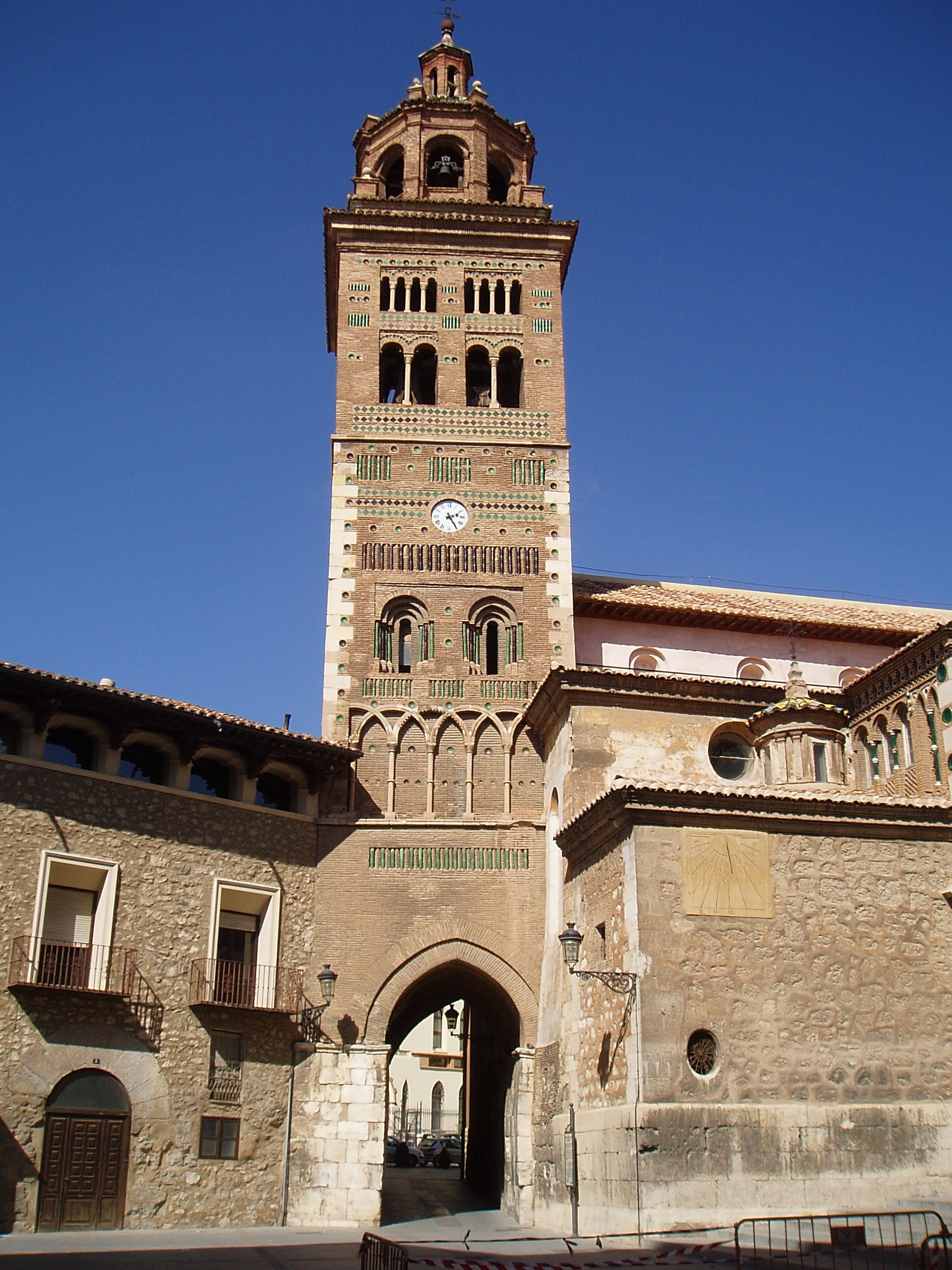
Glockenturm in Teruel
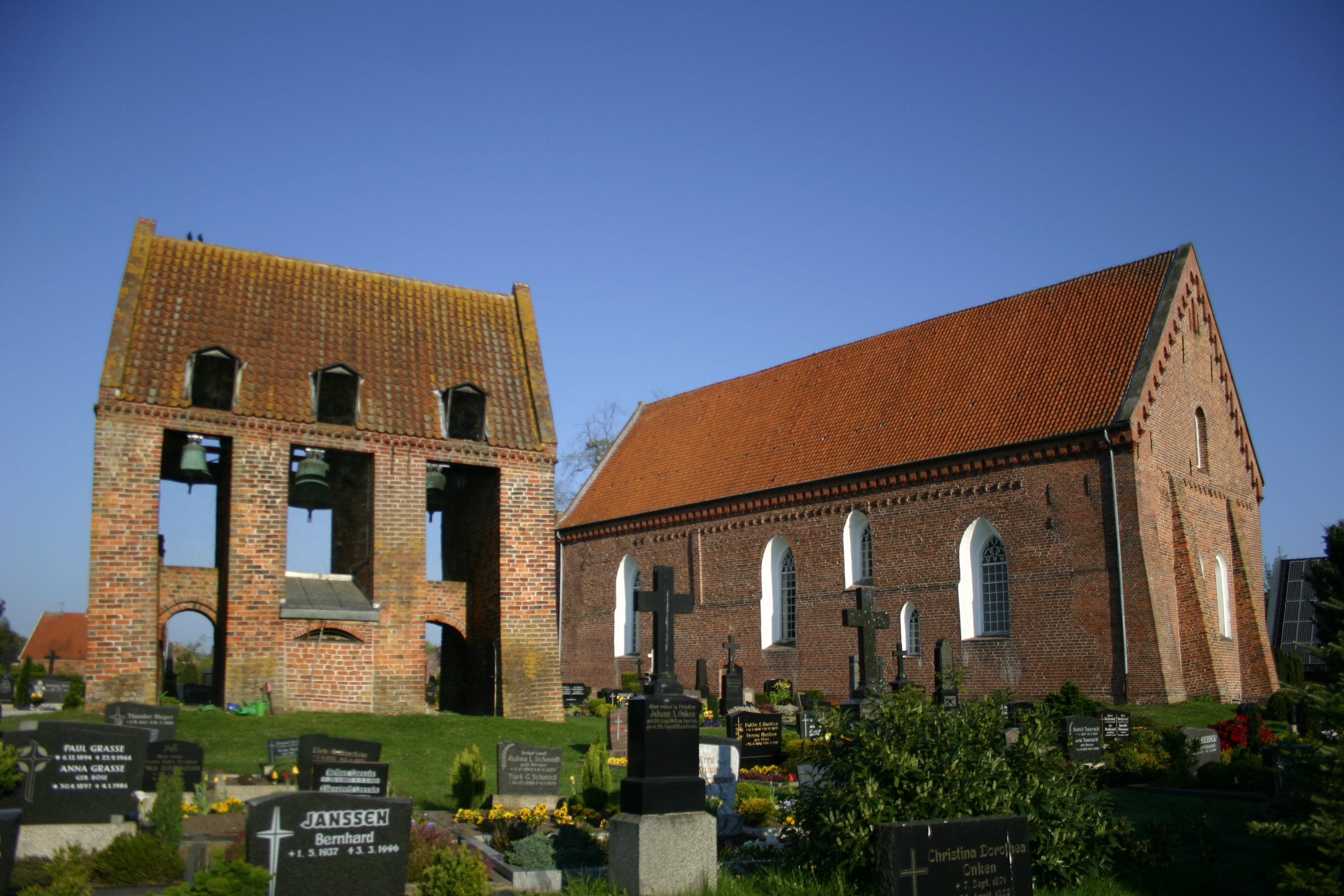
Separat stehender Glockenturm in Holtrop, Ostfriesland
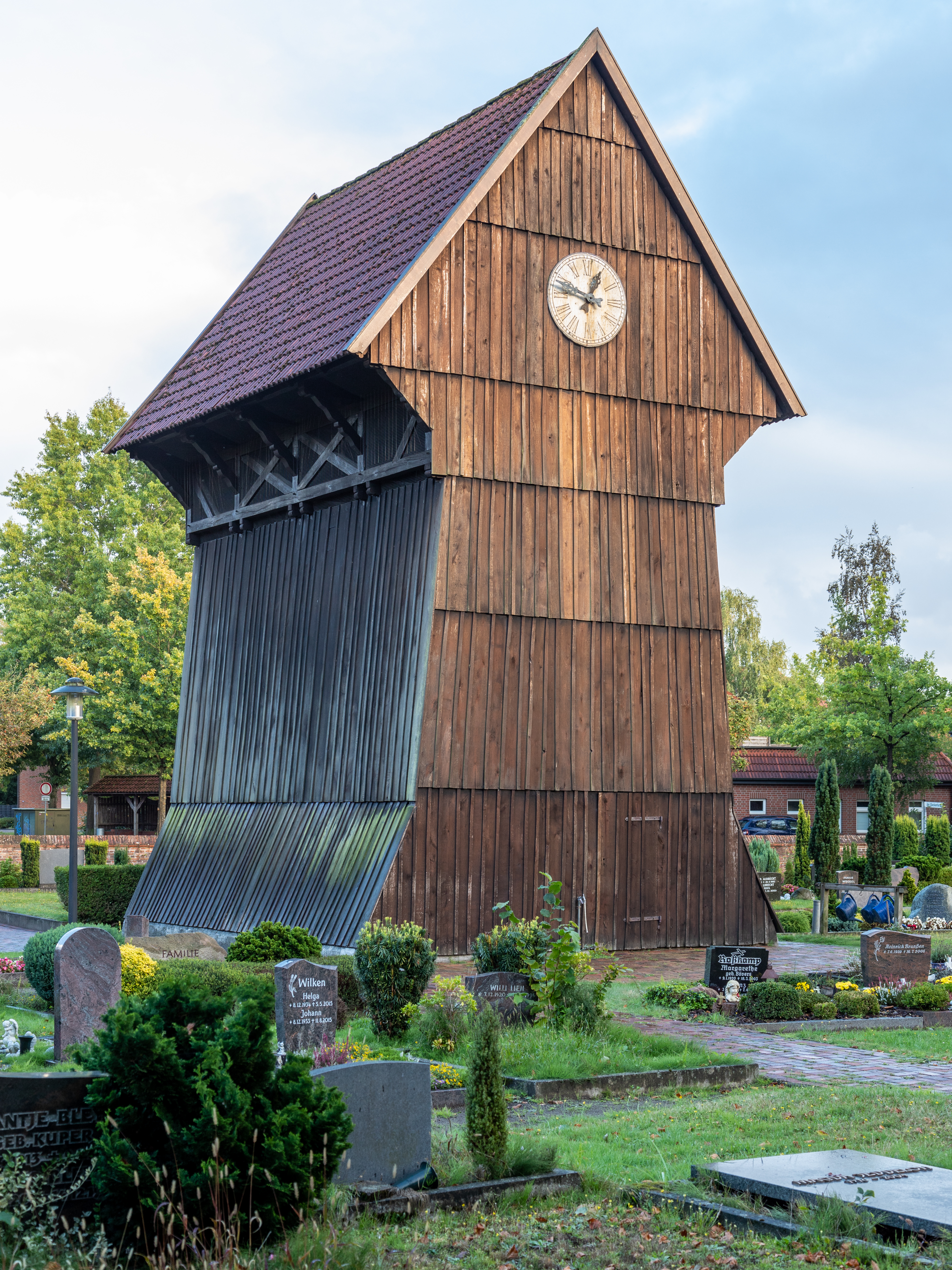
Hölzerner Glockenturm in Edewecht, Niedersachsen
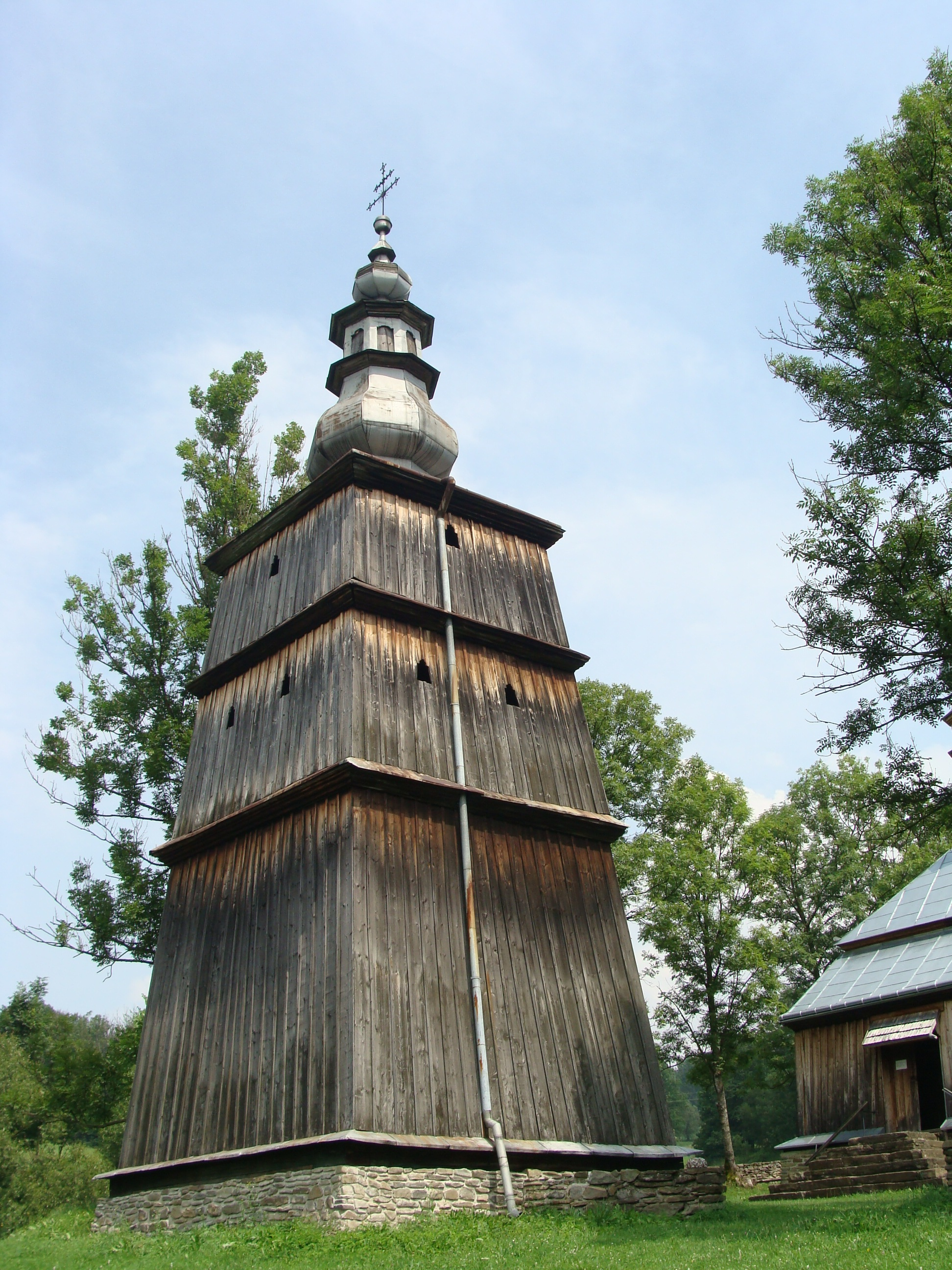
Hölzerner Glockenturm (erbaut 1817) in Turzańsk in Polen
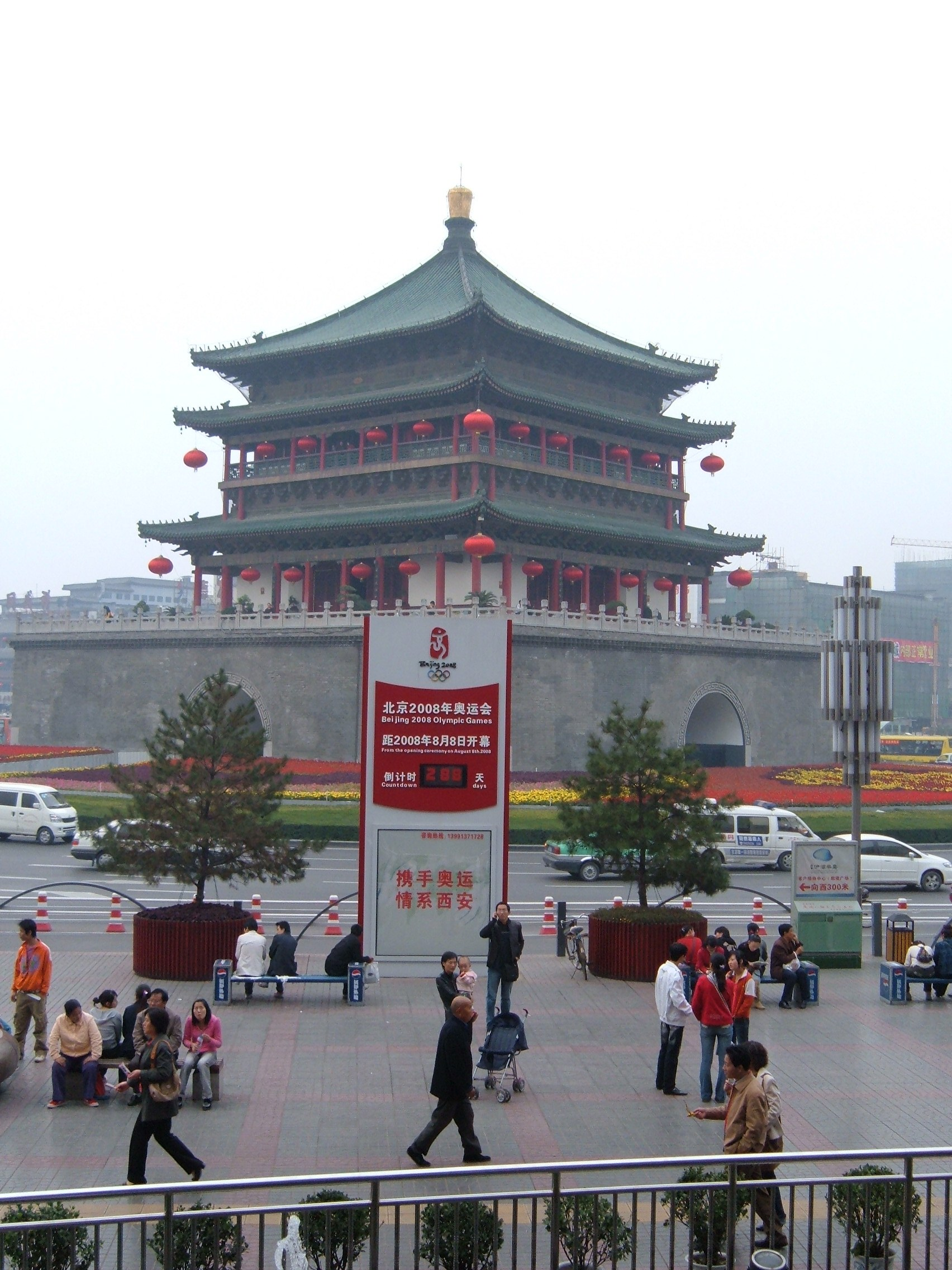
Glockenturm (erbaut 1384) von Xi’an
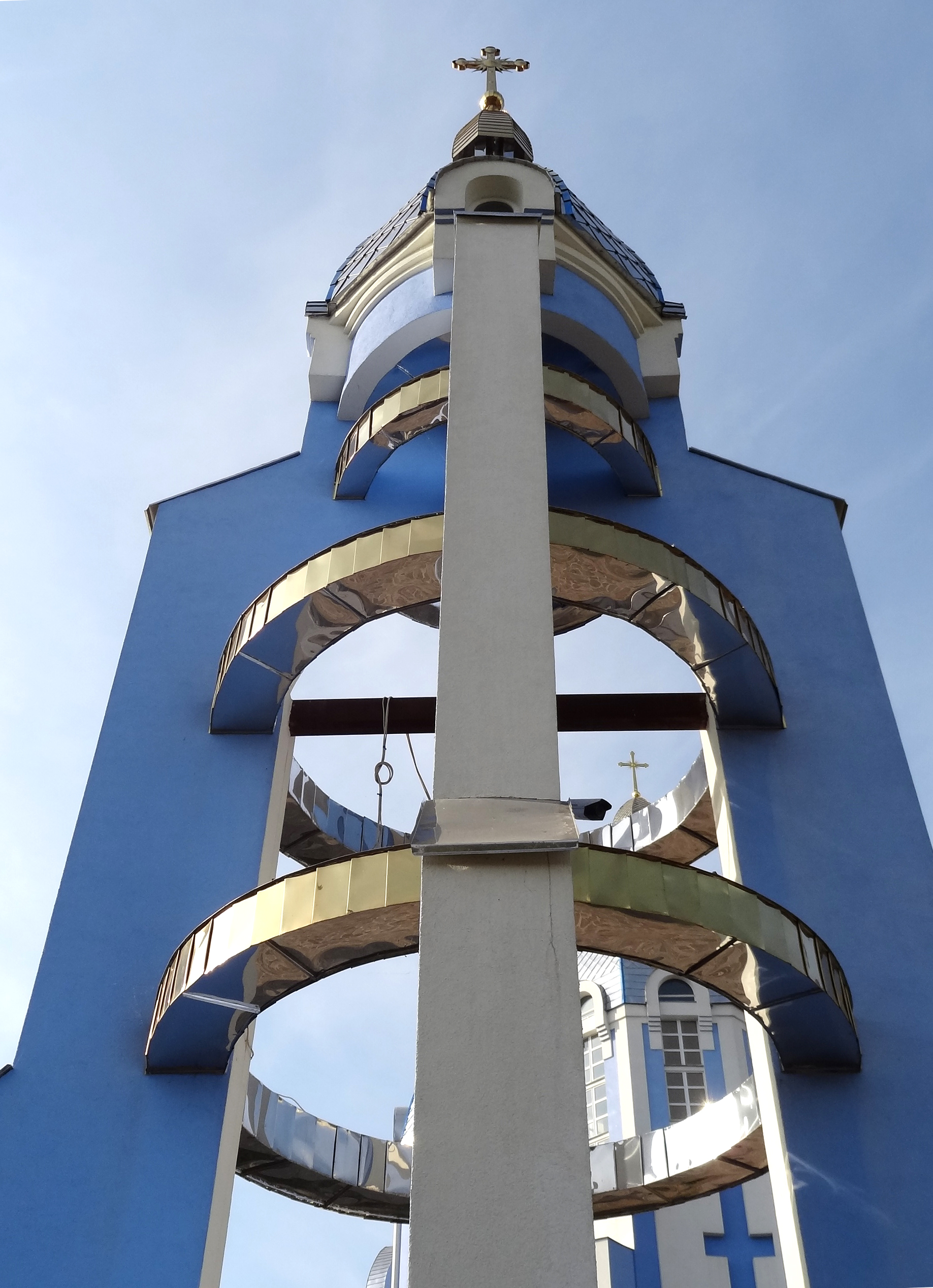
Glockenturm (erbaut 1996) in Winnyzja